# Робин Кук (американски писател)
Д-р Робин Кук (на английски: Robin Cook) е американски лекар и писател на трилъри, засягащи медицината и заплахата за общественото здраве.

## Биография
Д-р Робин Кук е роден на 4 май 1940 г. в Бруклин, Ню Йорк, САЩ. Кук израства в Куинс, Ню Йорк. Когато е бил на 8 години семейството се премества в Леония, Ню Джърси, където той има първата си самостоятелна стая. Завършва с отличие Университета Уесли със специалност химия и Колумбийския университет със специалност обща хирургия. В летните месеци работи в кръвно-газовата лаборатория на „Общество Кусто“, създадено от Жак-Ив Кусто, в южната част на Франция. През 1969 г. е повикан от в армията по програмата на военноморските сили на САЩ Sealab. Служи във флота от 1969 до 1971 г., достигайки командирския чин лейтенант. Започва да пише първия си роман докато служи като стажант на подводница „USS Камехамеа“ патрулираща в южния Тихи океан.
След армията завършва следдипломното си обучение по офтамология в Харвард. Отваря малка частна практика в Харвардското училище „Кенеди“ и работи като офталмолог в Масачузетската болница. Заедно с писателската си дейност д-р Кук е съучредител на софтуер за Интернет компания, партньор на спортен комплекс в Ню Хемпшир, и придобива значителни недвижима собственост. Бил е собственик на ресторант и на строителна компания.
Робин Кук е обществен член на Настоятелството на центъра „Удроу Уилсън“, назначен за 6 години от Президента на САЩ. Той разделя времето си между Вашингтон и дома си в Нейпълс, Флорида, където пише и живее със съпругата си Жан и сина си. Хобитата на д-р Кук включват главно интериор и архитектурен дизайн, лека атлетика, включително баскетбол, тенис, ски, и когато вълните са достъпни, сърф.
В романите си Робин Кук успешно съчетава медицинските факти и открития с фантазията си, така че да поддържа, както вниманието на обществеността към технологичните възможности на съвременната медицина, така и произтичащите от тях етични проблеми свързани с генното инженерство, инвитро-оплождането, финансирането на научни изследвания и специализираните болници, трансплантацията на органи, използването на стволови клетки, и др. Много от романите му са били в списъка на бестселърите на „Ню Йорк Таймс“ или са били включвани в „Рийдърс Дайджест“. Книгите му са продадени в близо 100 милиона екземпляра.
По романите на Кук са направени много успешни екранизации. Романът „Кома“ е филмиран от режисьора автор/доктор Майкъл Крайтън с участието на Майкъл Дъглас, също и романът му „Сфинкс“ с участието на Лесли-Ан Даун и Франк Лангела.
По други романи са направени телевизионни продукции. През декември 1993 г. телевизия CBS излъчва „Harmful Intent“. Телевизия NBC излъчва през ноември 1994 г. – „Смъртен страх“, през май 1995 г. – „Вирус“, въз основа на „Outbreak“, през февруари 1996 г. – „Terminal“, а през 1997 г. – „Invasion“. През октомври 1997 г. телевизия TNT излъчва „Допустим риск“. През 2008 г., по романа му „Чуждо тяло“ е направен сериал с 50 епизода. Телевизия NBC работи по екранизирането на още два романа.

## Произведения

### Самостоятелни романи
- Year of the Intern (1972)[2]
- Кома, Coma (1977)
- Сфинкс, Sphinx (1979)
- Мозъци, Brain (1981)
- Треска, Fever (1982)
- Godplayer (1983)
- Mindbend (1985)
- Смъртен страх, Mortal Fear (1988)
- Извън контрол, Mutation (1989)
- Harmful Intent (1990)
- Terminal (1993)
- Фатално лекарство, Fatal Cure (1994)
- Допустим риск, Acceptable Risk (1994)
- Invasion (1997)
- Toxin (1998)
- Abduction (2000)
- Шок, Shock (2001)
- Пристъп, Seizure (2003)
- Death Benefit (2011
- Nano (2012)
- Cell (2014)
- Host (2015)
- Charlatans (2017)
- Pandemic (2018)

### Серия „Д-р Мариса Блументал“ (Dr. Marissa Blumenthal)
1. Заговор, Outbreak (1987)
2. Признаци за живот, Vital Signs (1991)

### Серия „Джак Степълтън/Лори Монтгомъри“ (Jack Stapleton / Laurie Montgomery)
1. Непрогледност, Blindsight (1992)
2. Заплаха, Contagion (1995)
3. Хромозома 6, Chromosome 6 (1997)
4. Вектор, Vector (1999)
5. Маркер, Marker (2005)
6. Криза, Crisis (2006)
7. Critical (2007)
8. Чуждо тяло, Foreign Body (2008)
9. Интервенция, Intervention (2009)
10. Cure (2010)